# Campeonato Uruguayo de Ajedrez
El Campeonato Uruguayo de Ajedrez  es la competencia de ajedrez más importante del Uruguay.  La Federación Uruguaya de Ajedrez (FUA) los organiza  anualmente en sus modalidades: masculino (desde 1927) y femenino (desde 1978).